# Steraspis squamosa
Steraspis (Steraspis) squamosa – gatunek chrząszcza z rodziny bogatkowatych i podrodziny Chrysochroinae.
Ciało długości około 44 mm, z wierzchu zielone, pod spodem zielone lub brązowe. Pokrywy z czerwonym obrzeżeniem, a ich wierzchołkowa krawędź bez ząbka. Spód ciała z łatkami szarego owłosienia u nasady sternitów odwłoka, pod którymi oskórek jest ciemny. Przedpiersie z trzema podłużnymi żeberkami. Kształt ciała bardziej wydłużony i węższy, a wierzchołkowy sternit odwłoka samicy słabiej wcięty niż u S. ceardi.
Bogatek ten występuje na półpustyniach, gdzie żeruje na akacjach i tamaryszkach.
Gatunek ten został wykazany z Algierii, Cypru, Egiptu, Izraela, Jordanii, Libanu, Libii, Mauretanii, Maroka, Senegalu, Sudanu i Syrii.